# Wierchowlany
Wierchowlany (biał. Верхаўляны, Wierchaulany; ros. Верховляны, Wierchowlany) – wieś na Białorusi, w obwodzie grodzieńskim, w rejonie brzostowickim, w sielsowiecie Olekszyce.
W pobliżu miejscowości znajduje się kurhan.
W dwudziestoleciu międzywojennym wieś leżała w Polsce, w województwie białostockim, w powiecie grodzieńskim, w gminie Brzostowica Mała.
Według Powszechnego Spisu Ludności z 1921 roku zamieszkiwało tu 61 osób, wszystkie były wyznania prawosławnego. Jednocześnie 60 mieszkańców zadeklarowało polską przynależność narodową a 1 białoruską. Było tu 10 budynków mieszkalnych.